# Стерпето (Фрозиноне)
Стерпето је насеље у Италији у округу Фрозиноне, региону Лацио.
Према процени из 2011. у насељу је живело 96 становника. Насеље се налази на надморској висини од 112 м.